# Соколине
Соколине су насељено мјесто у Босни и Херцеговини, у општини Котор Варош, ентитет Република Српска.

## Становништво
Према попису становништва из 1991. године, мјесто је имало 504 становника.
| Демографија | Демографија | Демографија |
| Година      | Становника  | Становника  |
| ----------- | ----------- | ----------- |
| 1961.       | 350         |             |
| 1971.       | 384         |             |
| 1981.       | 482         |             |
| 1991.       | 503         |             |